# Episodi di The Good Guys (prima stagione)
La prima stagione della serie televisiva The Good Guys è stata trasmessa in anteprima negli Stati Uniti d'America dalla CBS tra il 25 settembre 1968 e il 26 marzo 1969.
| nº | Titolo originale                   | Titolo italiano | Prima TV USA      | Prima TV Italia |
| -- | ---------------------------------- | --------------- | ----------------- | --------------- |
| 1  | Keep The Home Fires Burning        |                 | 25 settembre 1968 |                 |
| 2  | Pie in the Sky                     |                 | 2 ottobre 1968    |                 |
| 3  | Let 'Em Eat Rolls                  |                 | 9 ottobre 1968    |                 |
| 4  | A Man For Off-Season               |                 | 16 ottobre 1968   |                 |
| 5  | Bert's Rufus-In-Law                |                 | 23 ottobre 1968   |                 |
| 6  | Is This Trip Necessary?            |                 | 6 novembre 1968   |                 |
| 7  | Nostradamus Rides Again            |                 | 13 novembre 1968  |                 |
| 8  | Credit Won't Buy You Happiness     |                 | 20 novembre 1968  |                 |
| 9  | A View from the Terraza            |                 | 27 novembre 1968  |                 |
| 10 | Guess Who's Coming to Poker?       |                 | 4 dicembre 1968   |                 |
| 11 | Sake to Me                         |                 | 11 dicembre 1968  |                 |
| 12 | Ouzo Annie                         |                 | 18 dicembre 1968  |                 |
| 13 | Take a Computer to Lunch           |                 | 1º gennaio 1969   |                 |
| 14 | They Eat by Night                  |                 | 8 gennaio 1969    |                 |
| 15 | Wanted: An Honest Thief            |                 | 15 gennaio 1969   |                 |
| 16 | The Importance of Being Hairy      |                 | 22 gennaio 1969   |                 |
| 17 | Big Tom Gets Married               |                 | 29 gennaio 1969   |                 |
| 18 | The World's Second Greatest Lover  |                 | 5 febbraio 1969   |                 |
| 19 | Win, Place, and Kill               |                 | 12 febbraio 1969  |                 |
| 20 | Father Knows Nothing               |                 | 19 febbraio 1969  |                 |
| 21 | Once More Without Feeling          |                 | 26 febbraio 1969  |                 |
| 22 | The Splitting Headache             |                 | 5 marzo 1969      |                 |
| 23 | Love Comes to Annie Butterworth    |                 | 12 marzo 1969     |                 |
| 24 | The Best Ship of All Is Friendship |                 | 19 marzo 1969     |                 |
| 25 | The Bluebook Blues                 |                 | 26 marzo 1969     |                 |